# 1. Russische Nationalarmee
Die Bezeichnung 1. Russische Nationalarmee (russisch 1ая. Русская национальная армия) entstand am 4. April 1945 und war der letzte Name eines kollaborierenden Verbandes im Dienst der deutschen Wehrmacht.

## Geschichte
Im Juli 1941 bildete die Wehrmacht eine Einheit zur Aufklärung unter Leitung des Sonderführers (K) Boris Smyslowsky, eines russischen Adligen und ehemaligen zaristischen Garde-Offiziers, der anfänglich das Pseudonym Hauptmann von Regenau benutzte. Die ursprüngliche Bezeichnung der Einheit lautete учебный русский батальон („russisches Lehrbataillon“), die erste freiwillige russische Formation der Wehrmacht.
1942 wurde die ausgebildete Einheit, die im Rücken der zurückweichenden Roten Armee zur Aufklärung und Partisanenbekämpfung in den besetzten Gebieten der Sowjetunion operierte, auch Sonderstab R (R = Russland) genannt. Bis Kriegsende entstanden 12 Aufklärungsschulen zur Agententätigkeit unter der Führung Boris Smyslowskys.
1943 belief sich die Zahl der ausgebildeten kollaborierenden Agenten auf mehrere 10.000, zusammengesetzt aus Emigranten, Kriegsgefangenen und Überläufern der Roten Armee aus Mittel- und Osteuropa. In diesem Jahr wurde wiederum eine neue Bezeichnung verwendet: Sonderdivision R. Sie versuchte Informationen über die Partisanenbewegung zur
- Organisationsstruktur, Taktik und Waffen zu beschaffen und
- die wichtigsten Führer der Bewegung, ihre Namen und Biographien,
- ihre wichtigste Standorte zu identifizieren.[2]

1945 erfolgte ein letztes Umbenennen in 1. Russische Nationalarmee, aus Tarnungsgründen auch Armee Holmston, nach einem schwedischen Onkel Smyslowskis, Arthuro Holmston benannt. Nach einer Quelle, einem sich unabhängig nennenden Projekt einer Russian military historical society, hieß die Erste Russische Nationalarmee zuvor Grüne Armee zur besonderen Verwendung. Die Aufgabe bestand weiterhin in der Bekämpfung von Partisanen- und Untergrundbewegungen in den von Deutschland besetzen Gebieten Polens und Osteuropas. Der Verband setzte sich aus zwischen 6.000 und 10.000 Mann zusammen und hatte den Status einer verbündeten Armee.

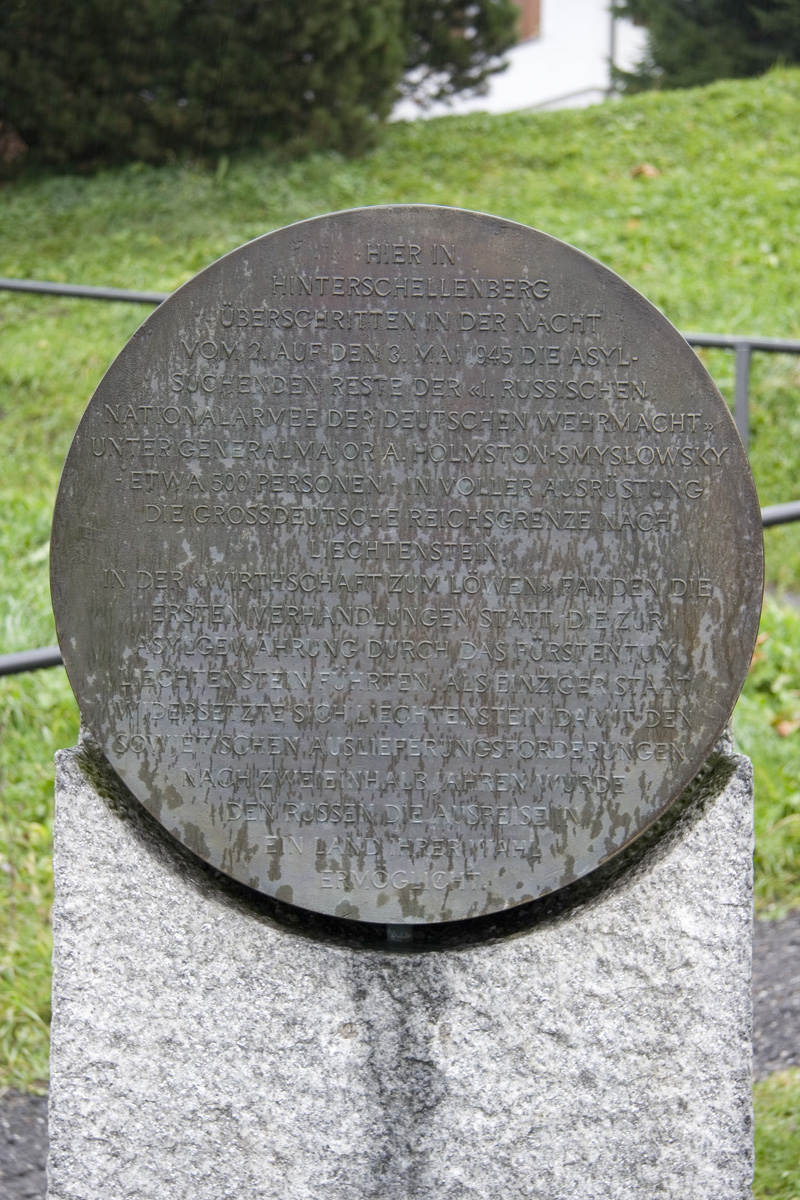
Das Russen-Denkmal in Hinterschellenberg in Liechtenstein

Mitte April 1945 begann die Nationalarmee sich nach Westen abzusetzen, nachdem klar wurde, dass der Krieg für das nationalsozialistische Deutschland verloren war. Um der Gefangennahme durch alliierte Truppen, die mit ziemlicher Sicherheit die Auslieferung an die Sowjetunion bedeutet hätte, zu entgehen, plante Boris Smyslowsky, sich abzusetzen. Ihm gelang mit weiteren Angehörigen der Einheit die Flucht nach Liechtenstein. So traten in der Nacht zum 3. Mai 1945 die verbleibenden 462 Offiziere und ihre Mannschaften bei Fresch, einem Ortsteil Nofels am Schellenberg, über die Grenze zum Fürstentum Liechtenstein. Franz Josef II., Fürst von und zu Liechtenstein, und die Regierung des Landes ignorierten ein sowjetisches Auslieferungsbegehren und gewährten Asyl, bis die Auswanderung vieler Flüchtlinge nach Argentinien arrangiert wurde. Während einige in Liechtenstein blieben, beschlossen die übrigen Soldaten, in die Sowjetunion zurückzukehren. 1980 wurde in Erinnerung in der liechtensteinischen Gemeinde Schellenberg das Russen-Denkmal erstellt.
Die Opferzahlen durch Aktionen dieser geheim operierenden Kräfte Smyslowskis sind nicht bekannt, weder die unter der Zivilbevölkerung oder unter den Partisanenverbänden, noch die der eigenen Einheit.